# Merrick Garland
Merrick Brian Garland, född 13 november 1952 i Chicago, Illinois, är en amerikansk advokat och tidigare federal domare. Sedan mars 2021 tjänstgör han som USA:s justitieminister under president Joe Bidens administration.

## Karriär
1997 blev Garland utnämnd till chefsdomare vid United States Court of Appeals for the District of Columbia Circuit av dåvarande presidenten Bill Clinton.
Den 16 mars 2016 nominerades han av president Barack Obama att tjänstgöra vid USA:s högsta domstol efter att domare Antonin Scalia avlidit. Utnämningen blockerades dock av den republikanska majoritetsledaren i senaten Mitch McConnell, som såg möjligheten att invänta en eventuell republikansk president efter Obama.
I januari 2021 nominerade president Joe Biden Garland till att bli USA:s justitieminister i sin administration. Hans nominering bekräftades av USA:s senat den 10 mars 2021 med röstsiffrorna 70-30 och Garland svors in som justitieminister den 11 mars 2021.

## Privatliv
Garland och hans maka Lynn har varit gifta sedan 1987. Garland och hans maka har två döttrar. Han är syssling till tidigare guvernören i Iowa Terry Branstad.